# Thuso Mbedu
Thuso Mbedu (sinh ngày 8 tháng 7 năm 1991) một nữ diễn viên Nam Phi. Mbedu được đề cử giải Emmy cho vai diễn trong telenovela Is'Thunzi, là "một trong những chương trình truyền hình hấp dẫn nhất trên truyền hình Nam Phi" của Mail & Guardian. Cô cũng tham gia vai diễn Kitso Medupe trong Opera xà phòng Scandal!, Nosisa trong Isibaya, và Boni Khumalo trong Saints and Sinners.

## Cuộc đời và sự nghiệp
Thuso Mbedu tên đầy đủ là Thuso Nokwanda Mbedu, sinh ra ở Pietermaritzburg và lớn lên tại Pelham. Mẹ cô qua đời khi cô lên 4 tuổi, và cô được bà ngoại nuôi dưỡng. Cô được đào tạo tại Đại học Witwatersrand (Wits) từ năm 2010-2013, tốt nghiệp Cum Laude với tấm bằng Cử nhân danh dự chuyên ngành quản lý nghệ thuật sân khấu và thể thao.
Vào cuối năm 2014, cô tham gia vai diễn phụ trong mùa thứ hai của Mzansi Magic soapie isiBaya, trước khi đảm nhận vai diễn - sinh viên báo chí và đứa trẻ hoang dã Kitso
trên Scandal!. Sau đó cô đóng vai trò khách mời - Kheti trong mùa thứ hai của loạt phim truyền hình thiếu niên SABC 2 của Snake Park.
Sau sáu tháng thất nghiệp, Thuso xuất hiện với vai diễn chính đầu tiên trong bộ phim truyền hình thiếu niên Mzansi Magic Is'thunzi, được công chiếu vào tháng 10 năm 2016. Vào tháng 9 năm 2017, cô được đề cử giải Emmy quốc tế trong hạng mục Nữ diễn viên xuất sắc nhất cho vai diễn Winnie trong vai Is'Thunzi và là người châu Phi duy nhất được đề cử năm đó.

## Phim
| Phim truyền hình | Phim truyền hình        | Phim truyền hình | Phim truyền hình              |
| Năm              | Phim                    | Vai diễn         | Ghi chú                       |
| ---------------- | ----------------------- | ---------------- | ----------------------------- |
| 2014–đến nay     | Saints and Sinners      | Boni Khumalo     | Lead Role, Drama Series       |
| 2014             | Isibaya                 | Nosisa           | Guest Role, Soap Opera        |
| 2015– 2017       | Scandal!                | Kitso Medupe     | Supporting Role, Soap Opera   |
| 2015             | Snake Park              | Khethi           | Guest Role, Drama Series      |
| 2016–đến nay     | Is'Thunzi               | Winnie Bhengu    | Lead Role, Drama Series       |
| 2017             | Shuga                   | Ipeleng          | Supporting Role, Drama Series |
| 2018             | Generations: The Legacy | Okuhle Cele      | Supporting Role, Soap Opera   |
| 2018             | Side Dish               | Amanda           | Lead Role, Mini Drama Series  |

## Giải thưởng và đề cử
| Năm  | Association                                   | Hạng mục                       | Nominated works | Kết quả   |
| ---- | --------------------------------------------- | ------------------------------ | --------------- | --------- |
| 2017 | DSTV Viewers Choice Awards                    | Best Actress                   | Is'Thunzi       | Đề cử     |
| 2017 | 45th International Emmy Awards                | Best Performance by an Actress | Is'Thunzi       | Đề cử     |
| 2018 | 12th South African Film and Television Awards | Best Actress TV Drama          | Is'Thunzi       | Đoạt giải |